# Campagna di Herat
La campagna di Herat fu uno scontro combattuto tra le forze persiane dell'Impero safavide capeggiate dallo scià Nadir e quelle afghane abdalidi capeggiate da Allahyar Khan e Zulfaqar Khan. Nadir avendo recentemente condotto una campagna contro il suo stesso monarca, l'ormai umiliato Tahmasp II, di cui occupò il posto e che mantenne sotto sua stretta sorveglianza.
Il conflitto risultò importante per l'esercito di Nadir al fine di perfezionare la propria tattica con l'esperienza nell'uso della propria cavalleria leggera, qualocosa che si rivelò di importanza fondamentale nella battaglia di Mihmandoost.

## Antefatto
Gli abdalidi avevano una forza di 15 000 cavalieri al comando di Allahyar Khan, il governatore di Herat, concentrate attorno a Kafer Qal'eh ed un altro distaccamento di 12 000 uomini guidati dall'impetuoso comandante Zulfaqar Khan che si stava avvicinando a Kafer Qal'eh da sud. Nelle successive marce e contromarce vi furono dozzine di schermaglie, cariche, ritirate e combattimenti dove Nadir si trovò pressato dai continui cambi di battaglia e dal tempo facilmente mutevole.

## La strada per Herat
La battaglia di Kafer Qal'eh fu una vittoria tattica per Nadir dopo la quale Allahyar Khan venne inseguito e ribattuto dalle forze persiane. Al culmine della battaglia gli scout di Nadir portarono la notizia che Zulfaqar Khan si stava avvicinando e pertanto Nadir pensò ad un sistema ingegnoso: una colonna di truppe persiane venne inviata a marciare attorno all'esercito di Allahyar Khan con corni spiegati e tamburi da vittoria con l'ordine di suonare il più forte possibile così che gli uomini di Zulfaqar Khan credessero che le forze loro amiche fossero già state sconfitte e quindi si dessero alla ritirata. Così avvenne.
Quando Allahyar prese la via Herat, Nadir inviò parte del proprio esercito ad inseguirlo ma mantenne per sé il grosso dell'esercito nel caso in cui avesse dovuto scontrarsi con le truppe di Zulfaqar Khan, ma una tempesta di sabbia spazzò l'area rendendo impossibile ogni altro combattimento, fornendo nel contempo la copertura necessaria alle forze abdali per ritirarsi senza problemi verso Herat.
L'intera campagna fu quindi una catena di schermaglie e spostamenti nelle quali Nadir diede modo di eccellere sia come comandante valoroso sia come personaggio ingegnoso come nel caso dello stratagemma di Zulfaqar. La campagna militare, per quanto straordinaria, non portò però alla distruzione degli abdalidi e Nadir dovette seguire la loro ritirata ad est verso Herat dove le forze combinate di Allahyar e Zulfaqar si scontrarono infine con i persiani.

## La soggiogazione di Herat
Quando la battaglia giunse al culmine presso la stessa Herat, la battaglia non fu differente da molte altre combattute tra persiani ed abdalidi ad eccezione del fatto che in quella particolare occasione la carica frontale degli abdalidi venne prontamente fermata dalla fanteria di linea persiana che ruppe dunque l'impeto dei nemici e persuase gli abdalidi  ritirarsi nelle mura della città. Herat venne quindi sottoposta ad un pesante bombardamento ad opera di mortai e cannoni persiani, convincendo il governatore di Herat, Allahyar Khan, a chiedere la pace in cambio del riconoscimento della sovranità della Persia su Herat.